# 1935 en musique
| \| • Retour à la chronologie générale de la musique populaire • \| |
| XXIe siècle • XXe siècle • XIXe siècle • XVIIIe siècle XVIIe siècle • XVIe siècle • XVe siècle • XIVe siècle XIIIe siècle • XIIe siècle • XIe siècle • Xe siècle IXe siècle • VIIIe siècle • Haut Moyen Âge • Rome • Grèce |
| • Retour à la chronologie générale de la musique populaire • |

| • Retour à la chronologie générale de la musique populaire • |

| Années de la musique populaire : 1932 - 1933 - 1934 - 1935 - 1936 - 1937 - 1938    |
| Décennies de la musique populaire : 1900 - 1910 - 1920 - 1930 - 1940 - 1950 - 1960 |

Ceci est une rétrospective de tous les événements musicaux de l'an 1935.

## Événements
- 26 février : La Symphonie en C de Georges Bizet (1855) est jouée pour la première fois sous la direction de Felix Weingartner, à Bâle, en Suisse.
- 8 avril : Le String Quartet no 5 de Béla Bartok est joué pour la première fois à Washington.
- 23 avril : L'émission Your Hit Parade (en) fait ses débuts sur la radio NBC.
- 14 juin : La chanson The Three Little Pigs Are Porkchops Now des Three X Sisters est jouée en exclusivité à la radio WJZ (CBS).
- 30 septembre : Porgy and Bess est créé à Boston par George Gershwin.
- 30 septembre : Maurice Chevalier rentre en France, au Casino de Paris.
- 1er décembre : Le Concerto pour Violon no 2 de Sergueï Prokofiev est joué pour la première fois, à Madrid.
- 18 décembre : Premier enregistrement d’Édith Piaf.
- Le swing acquiert définitivement sa popularité.
- Frank Sinatra commence sa carrière de chanteur professionnel en tant que membre des Hoboken Four.
- Natalino Otto fait ses débuts sur les radios américaines.
- L'orchestre philharmonique de Bruxelles est fondé.
- John Serry Sr. commence ses apparitions régulières au Rainbow Room du Rockefeller Plaza, basé à New York.

## Albums sortis
- Highlights from Porgy and Bess - artistes multiples

## Chansons les plus populaires
Les chansons suivantes sont celles ayant obtenu les plus grandes positions dans les charts durant l'an 1935.
- #1 : Cheek to Cheek - Fred Astaire
- #2 : Lovely to Look At - Eddy Duchin
- #3 : On the Good Ship Lollipop - Shirley Temple
- #4 : Can the Circle Be Unbroken - The Carter Family
- #5 : Silent Night, Holy Night - Bing Crosby

## Musique populaire
- About a Quarter to Nine : Al Dubin & Harry Warren
- According To The Moonlight : Jack Yellen, Herb Magidson & Joseph Meyer
- Alone : Arthur Freed & Nacio Herb Brown
- Animal Crackers in My Soup : Ted Koehler, Irving Caesar & Ray Henderson
- A Beautiful Lady In Blue : Sam M. Lewis & J. Fred Coots
- Baby, Please Don't Go : Big Joe Williams
- Begin the Beguine : Cole Porter
- Bess, Oh, Where Is My Bess ? : George Gershwin, Ira Gershwin & Dubose Heyward
- Bess, You Is My Woman Now : DuBose Heyward, Ira Gershwin & George Gershwin
- The Blues Jumped A Rabbit : Jimmie Noone
- Broadway Rhythm : Arthur Freed & Nacio Herb Brown
- The Broken Record : Cliff Friend, Charles Tobias & Boyd Bunch
- But Where Are You? : Irving Berlin
- The Buzzard : Bud Freeman
- Buzzard Song : DuBose Heyward & George Gershwin
- Canebière : René Sarvil & Vincent Scotto
- Casino De Paree : Al Dubin & Harry Warren
- Cheek To Cheek : Irving Berlin.
- Christopher Robin Is Saying His Prayers : A. A. Milne & Harold Fraser-Simson
- Clouds : Gus Kahn & Walter Donaldson
- The Cockeyed Mayor Of Kaunakakai : R. Alex Anderson & Al Stillman
- Cosi Cosa : Ned Washington, Bronislaw Kaper & Walter Jurmann
- Curly Top : Ted Koehler & Ray Henderson
- Darling, Je Vous Aime, Beaucoup : Anna Sosenko
- Dese Dem Dose : Glenn Miller
- Dinner For One, Please James : Michael Carr
- The Dixieland Band : Johnny Mercer & Bernard Hanighen
- Don't Give Up The Ship : Al Dubin & Harry Warren
- Don't Mention Love To Me : Oscar Levant & Dorothy Fields
- Down By The River : Lorenz Hart & Richard Rodgers
- Dust Off That Old Pianna : Irving Caesar, Sammy Lerner & Gerald Marks
- East of the Sun (and West of the Moon) : Brooks Bowman
- Eeny, Meeny, Miney, Mo : Johnny Mercer & Matt Malneck
- Every Day I Have the Blues : Aaron « Pinetop » Sparks & Milton Sparks
- Every Little Moment : Dorothy Fields & Jimmy McHugh
- Every Now and Then : Al Sherman, Abner Silver & Al Lewis.
- Everything's Been Done Before : Harold Adamson, Jack King & Edwin H. Knopf
- Everything's In Rhythm With My Heart : Al Goodhart, Al Hoffman & Maurice Sigler
- Faccetta nera : Renato Micheli
- Fanlight Fanny : George Formby, Harry Gifford & Frederick E. Cliffe
- From The Top Of Your Head : Mack Gordon & Harry Revel
- Got A Bran' New Suit : Howard Dietz & Arthur Schwartz
- Harlem Chapel Chimes : Glenn Miller
- (Lookie, Lookie, Lookie) Here Comes Cookie : Mack Gordon
- Honky Tonk Train : Meade Lux Lewis
- Hooray For Love : Dorothy Fields & Jimmy McHugh
- I Built a Dream One Day : Oscar Hammerstein II & Sigmund Romberg
- I Can't Get Started : Ira Gershwin & Vernon Duke
- I Dream Too Much (Alone) : Dorothy Fields & Jerome Kern
- I Feel A Song Coming On : Dorothy Fields, George Oppenheimer & Jimmy McHugh
- I Feel Like A Feather In The Breeze : Mack Gordon & Harry Revel
- I Got Plenty o' Nuttin' : Ira Gershwin, DuBose Heyward & George Gershwin
- I Loves You Porgy : DuBose Heyward, Ira & George Gershwin
- I Wish I Were Aladdin : Mack Gordon & Harry Revel
- I Wished on the Moon : Dorothy Parker & Ralph Rainger
- I Won't Dance : Dorothy Fields, Jimmy McHugh & Jerome Kern
- I'd Love to Take Orders from You : Al Dubin & Harry Warren
- I'd Rather Lead a Band : Irving Berlin
- I'll Never Say « Never Again » Again : Harry M. Woods
- I'm Building Up To An Awful Letdown : Johnny Mercer & Fred Astaire
- I'm Gonna Sit Right Down And Write Myself A Letter : Joe Young & Fred E. Ahlert
- I'm In The Mood For Love : Dorothy Fields & Jimmy McHugh
- I'm Living In A Great Big Way : Dorothy Fields & Jimmy McHugh
- I'm Shooting High : Ted Koehler & Jimmy McHugh
- I'm Sitting High on a Hilltop : Gus Kahn & Arthur Johnston
- I'm Wearin' My Green Fedora : Al Sherman, Al Lewis & Joseph Meyer
- In a Little Gypsy Tea Room : Edgar Leslie & Joe Burke
- In a Sentimental Mood : Manny Kurtz, Irving Mills & Duke Ellington
- In the Middle of a Kiss : Sam Coslow
- Isn't This a Lovely Day? : Irving Berlin
- It Ain't Necessarily So : Ira & George Gershwin
- It's An Old Southern Custom : Jack Yellen & Joseph Meyer
- It's Easy To Remember : Lorenz Hart & Richard Rodgers
- I've Got My Fingers Crossed : Ted Koehler & Jimmy McHugh
- Just One of Those Things : Cole Porter
- The Lady In Red : Mort Dixon & Allie Wrubel
- Last Night When We Were Young : E. Y. Harburg & Harold Arlen
- Let's Dance : Fanny Baldridge, Gregory Stone & Joseph Bonime
- Life Is A Song (Let's Sing It Together) : Joe Young & Frank E. Ahlert
- Lights Out : Billy Hill
- A Little Bit Independent : Edgar Leslie & Joe Burke
- Little Girl Blue : Lorenz Hart & Richard Rodgers
- A Little White Gardenia : Sam Coslow
- Love Is a Dancing Thing : Howard Dietz & Arthur Schwartz
- Love Me Forever : Gus Kahn
- Lovely to Look At : Dorothy Fields, Jimmy McHugh & Jerome Kern
- Lullaby of Broadway : Al Dubin & Harry Warren
- Lulu's Back In Town : Al Dubin & Harry Warren
- Maybe : Allan Flynn & Frank Madden
- Men About Town : Noël Coward
- Miss Brown To You : Leo Robin, Ralph Rainger & Richard A. Whiting
- Moon Over Miami : Edgar Leslie & Joe Burke
- Moonburn : Edward Heyman & Hoagy Carmichael
- The Most Beautiful Girl In The World : Lorenz Hart & Richard Rodgers
- Mrs Worthington : Noël Coward
- The Music Goes 'Round And Around : "Red" Hodgson, Edward Farley & Michael Riley
- My Heart And I : Leo Robin & Frederick Hollander
- My Man's Gone Now : DuBose Heyward & George Gershwin
- My Romance : Lorenz Hart & Richard Rodgers
- My Very Good Friend The Milkman : Johnny Burke & Harold Spina
- No Strings (I'm Fancy Free) : Irving Berlin
- Nobody's Darlin' But Mine : Jimmie Davis
- On the Beach at Bali-Bali : Al Sherman, Abner Silver & Jack Meskill
- On Treasure Island : Edgar Leslie, Joe Burke, Myers & Wendling
- Où sont tous mes amants ? : Charlys & Maurice Vandair
- Paris in the Spring : Mack Gordon & Harry Revel
- The Piccolino : Irving Berlin
- A Picture Of Me Without You : Cole Porter
- Prosper (Yop la boum) : Vincent Scotto, Géo Koger & Vincent Telly
- Puisque vous partez en voyage : Jean Nohain
- Red Sails In The Sunset : Jimmy Kennedy & Will Grosz
- Rocks in My Bed : Leroy Carr
- Roll Along, Prairie Moon : Albert Von Tilzer, Harry McPherson & Ted Fiorito
- The Rose In Her Hair : Al Dubin & Harry Warren
- Say « Si Si » : Al Stillman, Francia Luban & Ernesto Lecuona
- Shadow Play : Noël Coward
- She's a Latin from Manhattan : Al Dubin & Harry Warren
- Shoe Shine Boy : Sammy Cahn & Saul Chaplin
- So Long, It's Been Good to Know You : Woody Guthrie
- Solo Hop : Glenn Miller
- Soon (Maybe Not Tomorrow) : Lorenz Hart & Richard Rodgers
- Summertime : DuBose Heyward & George Gershwin
- Sweet Sixteen : Walter Davis
- Take Me Back To My Boots And Saddle : Walter G, Samuels, Leonard Whitcup & Teddy Powell
- Thanks a Million : Gus Kahn & Arthur Johnston
- There's A Boat Dat's Leavin' Soon For New York : Ira & George Gershwin
- There's No One With Endurance Like The Man Who Sells Insurance : Frank Crumit, Curtis
- These Foolish Things : Holt Marvell, Jack Strachey & Harry Link
- This Time It's Love : Sam M. Lewis
- Tomorrow's Another Day : Glenn Miller
- Top Hat, White Tie and Tails : Irving Berlin
- Tout va très bien madame la marquise : Paul Misraki
- When Icky Morgan Plays the Organ : Glenn Miller
- When Somebody Thinks You're Wonderful : Harry M. Woods
- Who's Been Polishing the Sun : Noel Gay
- Why Shouldn't I? : Cole Porter
- Why Stars Come Out At Night : Ray Noble
- Wild Cow Blues : Big Joe Williams
- With All My Heart : Gus Kahn & Jimmy McHugh
- A Woman Is a Sometime Thing : DuBose Heyward & George Gershwin
- You Are My Lucky Star : Arthur Freed & Nacio Herb Brown
- You Hit the Spot : Mack Gordon & Harry Revel
- You Let Me Down : Al Dubin & Harry Warren
- Your Feet's Too Big : Ada Benson & Fred Fisher
- You're an Angel : Jimmy McHugh
- You're an Eyeful of Heaven : Mort Dixon & Allie Wrubel
- You're The Only Star (In My Blue Heaven) : Gene Autry

## Enregistrements les plus populaires
- Ah ! Sweet Mystery of Life : Nelson Eddy
- Blue Moon : Glen Gray & The Casa Loma Orchestra
- Chasing Shadows : The Dorsey Brothers Orchestra
- I'm Falling In Love With Someone : Nelson Eddy
- I'm Gonna Sit Right Down and Write Myself A Letter : Fats Waller & His Rythm
- I'm in the Mood for Love : Frances Langford
- In A Little Gypsy Tea Room : Bob Crosby & His Orchestra
- It's a Sin to Tell a Lie : Fats Waller & His Rythm
- The Lady in Red : Louis Prima
- The Object of My Affection : The Boswell Sisters
- On the Isle of Capri : Ray Noble & His Orchestra
- On the Beach at Bali-Bali : Henry "Red" Allen
- Red Sails In The Sunset : Guy Lombardo & His Royal Canadians
- When I Grow Too Old To Dream : Nelson Eddy / Glen Gray (les deux ont enregistré leur propre version)

## Naissance:8 janvier:Elvis Aaron PresleyditElvis PresleyouThe King, chanteur de rock'n' rollaméricain(†16 août 1977).
- 10 janvier : Sherill Milnes, chanteuse baryton.
- 11 janvier : Ronnie Hawkins, chanteur de rockabilly dans le groupe The Hawks.
- 19 janvier : Johnny O'Keefe, chanteur et auteur-compositeur australien (mort en 1978)
- 5 février : Alex Harvey, chanteur de rock (mort en 1982)Gene Vincent

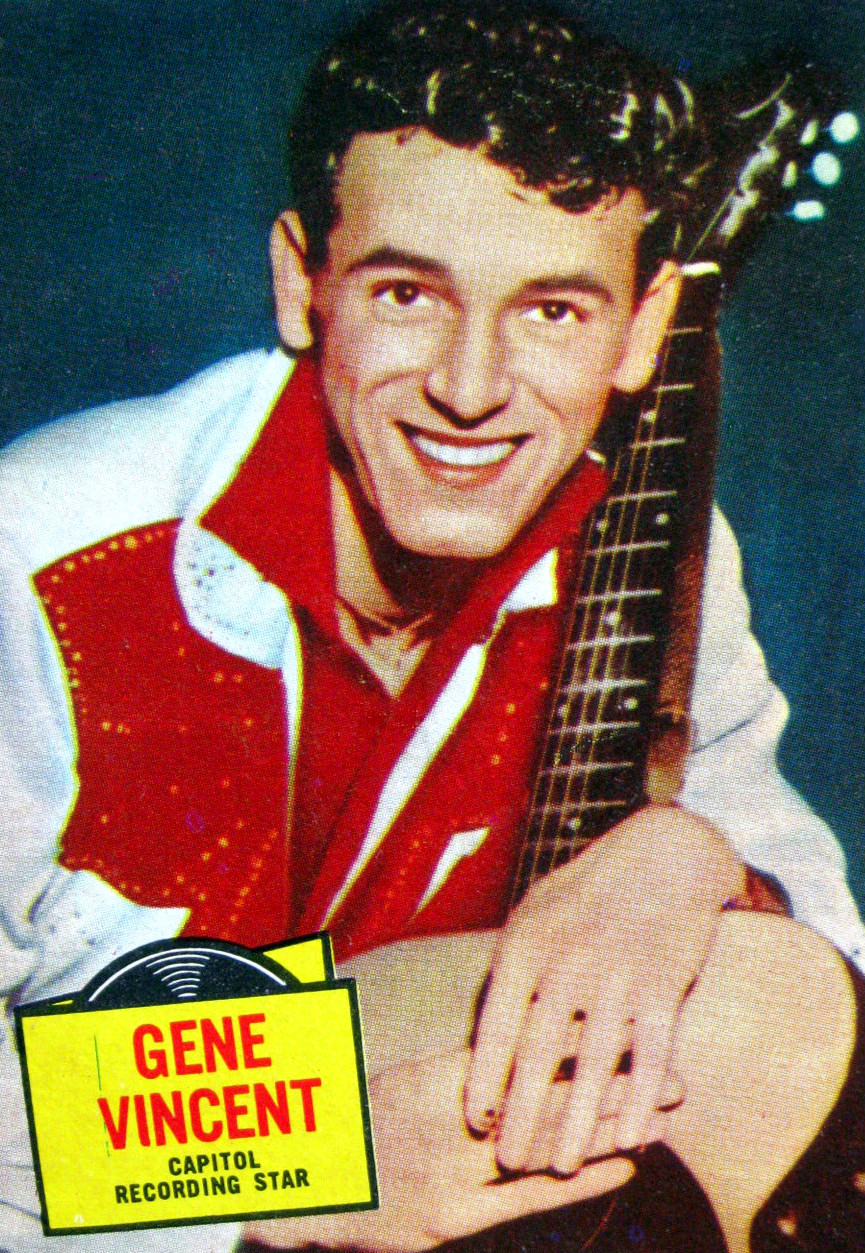
Gene Vincent

- 11 février : Gene Vincent, chanteur de rock'n' roll américain († 12 octobre 1971). Il est le chanteur de Be-Bop-A-Lula.
- 12 février : Gene McDaniels, chanteur et auteur-compositeur (mort en 2011)
- 16 février : Sonny Bono, chanteur et compositeur de pop américain, membre du duo Sonny & Cher († 5 janvier 1998).
- 18 février : Ciaran Bourke, musicien folk (mort en 1988)
- 27 février : Mirella Freni, soprano
- 29 mars : Ruby Murray, chanteur (mort en 1996)
- 30 mars : Gordon Mumma, compositeur
- 31 mars : Herb Alpert, trompettiste et leader
- 5 avril : Peter Grant, manager de Led Zeppelin (mort en 1995)
- 7 avril : Bobby Bare, chanteur et auteur-compositeur américain
- 9 avril : Aulis Sallinen, compositeur finnois
- 11 avril : Richard Berry, chanteur de rhythm & blues américain auteur de Louie Louie († 23 janvier 1997).
- 16 avril : Bobby Vinton, chanteur
- 19 avril : Dudley Moore, compositeur, pianiste de jazz et acteur anglais (mort en 2002)
- 10 mai : Larry Williams, chanteur de rock 'n' roll américain († 2 janvier 1980).
- 20 mai : Dino Saluzzi, bandonéoniste de jazz.argentin.
- 8 août : Joe Tex, chanteur de soul music († 13 août 1982).
- 29 septembre : Jerry Lee Lewis, chanteur et pianiste de rock'n' roll américain.
- 23 novembre : Johnny Kidd, chanteur de rock 'n' roll britannique avec son groupe The Pirates († 8 octobre 1966).
- 12 octobre : Samuel David Moore, chanteur de soul américain, membre du duo Sam & Dave († 10 janvier 2025).
- 17 octobre : Al Jackson, musicien de soul music américain, membre du groupe Booker T. & the M.G.'s († 1er octobre 1975).
- 21 octobre : Derek Bell, joueur de harpe celtique irlandais membre du groupe The Chieftains († 17 octobre 2002).
- 23 décembre : Esther Phillips, chanteuse américaine de rhythm & blues († 7 août 1984).

## Principaux décès
- 29 avril : Leroy Carr, chanteur et pianiste de blues américain, 30 ans, mort probablement d'une cirrhose.
- 24 juin : Carlos Gardel chanteur de tango argentin, à Medellin.
- 13 octobre : Dranem, chanteur et fantaisiste français, né en 1869.
- 22 octobre : Soghomon Gevorgi Soghomonian, en religion Komitas, prêtre apostolique et chantre arménien, un des premiers ethnomusicologues de son pays qui a collecté plus de trois mille chants de la tradition populaire, né en 1869.